# 대한민국 형사소송법 제266조의2
대한민국 형사소송법 제266조의2는 의견서의 제출에 대한 형사소송법의 조문이다.

## 조문
제266조의2(의견서의 제출) ① 피고인 또는 변호인은 공소장 부본을 송달받은 날부터 7일 이내에 공소사실에 대한 인정 여부, 공판준비절차에 관한 의견 등을 기재한 의견서를 법원에 제출하여야 한다. 다만, 피고인이 진술을 거부하는 경우에는 그 취지를 기재한 의견서를 제출할 수 있다.
②법원은 제1항의 의견서가 제출된 때에는 이를 검사에게 송부하여야 한다.[본조신설 2007.6.1.]

## 참고 문헌
- 손동권 신이철, 새로운 형사소송법(초판, 2013), 세창, 2013. ISBN 9788984114081